# Blanca Fernández Ochoa
Blanca Nieves Fernández Ochoa (Madrid, 22 d'abril de 1963 - Cercedilla, agost de 2019) fou una esportista espanyola destacada en l'esquí alpí. Va ser la primera dona espanyola a aconseguir una medalla olímpica en uns Jocs Olímpics d'Hivern, concretament la de bronze en l'esquí alpí als Jocs Olímpics d'Hivern de 1992. Era germana del també esquiador Francisco Fernández Ochoa.

## Biografia
Va ser la primera filla que va tenir el matrimoni format per Dolores Ochoa i Francisco Fernández després de cinc fills. Va néixer a Madrid quan la seva família vivia al barri de Carabanchel però molt aviat es va traslladar amb els seus pares i germans al Port de Navacerrada, que aleshores tenia una població permanent molt reduïda. Allà la seva infància va transcórrer en llibertat i en plena naturalesa entrant en contacte amb la neu que cobria el Port durant gairebé la meitat de l'any. Als 11 anys, degut a l'èxit del seu germà major Paco, es va traslladar a un centre d'entrenament amb internat per a esportistes d'hivern a Vielha, als Pirineus. Posteriorment se li unirien uns altres germans.
Durant la seva trajectòria esportiva, va aconseguir quatre victòries a la Copa del Món i va aconseguir guanyar una medalla de bronze, en la modalitat d'eslàlom especial als Jocs Olímpics d'Albertville 1992. Aquell mateix any, va retirar-se de la competició.
El 18 de juliol de 1991, amb 28 anys, va contreure matrimoni al Monestir de l'Escorial amb l'italià Danielle Fioretto, a qui havia conegut amb només 14 anys quan esquiava a Suïssa. Es van acabar divorciant i va contreure segon matrimoni amb David Fresneda, amb qui va tenir dos fills, David i Olivia, encara que la unió també va acabar en divorci.
El 23 d'agost de 2019 va sortir de casa ben equipada, essent vista a Aravaca. L'endemà va ser vista comprant a un supermercat de Pozuelo de Alarcón, essent aquesta l'última vegada que se la va veure amb vida. D'ençà del dia primer de setembre es va organitzar una recerca per a trobar-la a la zona de Cercedilla, on va ser trobada sense vida el dimecres 4 de setembre.

### Col·laboracions a la televisió
A principis del segle XXI va participar com a concursant en diversos programes de telerrealitat, com Supervivientes d'Antena 3, El conquistador del Aconcagua, El conquistador del fin del mundo, tots dos d'EITB, i Splash! Famosos al agua d'Antena 3 Televisió. Des de 2007 va començar a participar en l'empresa StarDreams, integrada per diversos destacats esportistes com Antonio Maceda, Julio Salinas, Albert Ferrer, Almudena Cid, Estela Giménez, Gervasio Deferr, Martín Fiz, Amaya Valdemoro, Fernando Romay o Xavi Torres i dedicada principalment a l'assessorament a directius i executius en la millora del rendiment laboral.

## Palmarès

### Jocs Olímpics
- Albertville 1992:
  - Medalla de bronze en esquí alpí.[7]

### Copa del Món
- Millor classificació final: 4ª el 1988.
- Quatre victòries:

| Data                   | Lloc            | País         | Disciplina     |
| ---------------------- | --------------- | ------------ | -------------- |
| 3 de març de 1985      | Vail            | Estats Units | Eslàlom gegant |
| 26 de novembre de 1987 | Sestriere       | Itàlia       | Eslàlom        |
| 22 de desembre de 1990 | Morzine         | França       | Eslàlom        |
| 1 de desembre de 1991  | Lech am Arlberg | Àustria      | Eslàlom        |

## Premis, reconeixements i distincions
- Premio Reina Sofia a la millor esportista espanyola el 1983 i 1988, atorgat pel CSD i lliurat als Premis Nacionals de l'Esport.
- Medalla d'Or de la Reial orde del Mèrit Esportiu, atorgada pel Consell Superior d'Esports (1994)[8]